# Gregopimpla inquisitor
Gregopimpla inquisitor är en stekelart som först beskrevs av Giovanni Antonio Scopoli 1763.  Gregopimpla inquisitor ingår i släktet Gregopimpla och familjen brokparasitsteklar. Enligt den finländska rödlistan är arten nära hotad i Finland. Arten är reproducerande i Sverige. Artens livsmiljö är skogar. Inga underarter finns listade i Catalogue of Life.